# Toamasina (provins)
Toamasina (eller franska Tamatave, malagassiska Tamatavy) var en av Madagaskars sex provinser. Provinsen hade en befolkning på 2 855 600 personer och med en yta på 71 911 kvadratkilometer, vilket gav den en befolkningstäthet på 39,7 invånare per km². Huvudstaden var Toamasina, som är en stor hamnstad och en mycket viktig port mot omvärlden. Enligt en författningsändring etablerades en ny administrativ indelning utan provinser från oktober 2009.

## Geografi
Provinsen bestod främst av tropisk skog som biom, även om större delen numera är exploaterad. Den årliga nederbörden i området som provinsen omfattade är som övriga delar på östkusten av Madagaskar stor, mellan 1 400 och 3 000 mm per år i genomsnitt. Den årliga temperaturen ligger i genomsnitt mellan 15 och 25 °C, då temperaturen vanligast är som högst vid den nordvästliga kusten och en bit in mot land.
Toamasina gränsade till provinserna Antananarivo i sydväst, Antsiranana i norr, Fianarantsoa i söder och Mahajanga i nordväst.
Provinsen bestod av tre regioner (faritra) som i sin tur bestod av sammanlagt 18 distrikt (fivondronana):
| - Alaotra Mangoro - Ambatondrazaka - Amparafaravola - Andilamena - Anosibe An'ala - Moramanga - Analanjirofo - Fenoarivo Atsinanana - Mananara Nord - Maroantsetra - Nosy Boraha - Soanierana Ivongo - Vavatenina | - Atsinanana - Antanambao Manampotsy - Brickaville - Mahanoro - Marolambo - Toamasina I - Toamasina II - Vatomandry |